# John Lilley
John E. Lilley (* 3. August 1972 in Wakefield, Massachusetts) ist ein ehemaliger US-amerikanischer Eishockeyspieler, -trainer, -funktionär und -scout, der im Verlauf seiner aktiven Karriere zwischen 1991 und 2002 unter anderem 132 Spiele für die Düsseldorfer EG, Kassel Huskies und Schwenninger Wild Wings in der Deutschen Eishockey Liga (DEL) auf der Position des rechten Flügelstürmers bestritten hat. Darüber hinaus absolvierte Lilley weitere 23 Partien für die Mighty Ducks of Anaheim in der National Hockey League (NHL). Im Anschluss an seine aktive Karriere war er 17 Jahre als Scout in der NHL tätig.

## Karriere
Lilley begann seine Karriere 1989 im Highschool-Team der Cushing Academy und ging anschließend von 1991 bis 1992 für das Eishockeyteam der Boston University in der National Collegiate Athletic Association (NCAA) aufs Eis. Der rechte Flügelstürmer wurde beim NHL Entry Draft 1990 in der siebten Runde an insgesamt 140. Position von den Winnipeg Jets aus der National Hockey League (NHL) ausgewählt, für die er jedoch nie auflief. Für die Spielzeit 1992/93 war der US-Amerikaner für die Seattle Thunderbirds in der Western Hockey League (WHL) aktiv und erzielte in 50 Spielen insgesamt 54 Scorerpunkte für das Team. Anschließend verbrachte er ein Jahr im US-amerikanischen Verband USA Hockey.
Nach der Teilnahme an den Olympischen Winterspielen 1994 unterschrieb der Free Agent im März desselben Jahres einen Vertrag beim neu gegründeten NHL-Franchise Mighty Ducks of Anaheim, bei denen er bis zum Ende der Saison 1993/94 insgesamt 13 Spiele absolvierte und sieben Punkte erzielte. Zudem war er auch bei deren Farmteam, den San Diego Gulls, in der International Hockey League (IHL) im Einsatz. Bei den Ducks konnte er sich jedoch nie durchsetzen, da die Kalifornier auf seiner Position mit Todd Ewen, Patrik Carnbäck, Peter Douris und Joe Sacco über mehrere Spieler verfügten, die zu den Stammkräften in Anaheim zählten. Die folgende Spielzeit verbrachte Lilley größtenteils bei den Gulls und wiederum ein Jahr später stand er für die Baltimore Bandits und Los Angeles Ice Dogs auf dem Eis. Nachdem er den Sprung in die NHL nicht mehr geschafft hatte, spielte er für diverse Teams aus der American Hockey League (AHL) und der International Hockey League und lief dabei jeweils für eine Partie als Spieler der Detroit Vipers und Rochester Americans auf. In der Saison 1996/97 war er dabei hauptsächlich für die Providence Bruins aktiv. Dabei erreichte er in 73 Spielen insgesamt 38 Punkte und erhielt 154 Strafminuten.
Im Sommer 1997 entschloss sich Lilley die Vereinigten Staaten zu verlassen und nach Deutschland zu wechseln. Kurz darauf nahm ihn die Düsseldorfer EG unter Vertrag, bei der er in der Deutschen Eishockey Liga (DEL) 44 Partien absolvierte, 23 Punkte erzielte und 120 Strafminuten erhielt. Im Folgejahr stand er beim Ligakonkurrenten Kassel Huskies im Einsatz und bestritt 18 Spiele. Noch in derselben Spielzeit wechselte er den Verein und schloss sich den Schwenninger Wild Wings an. Dort stellte er in der Saison 1999/2000 mit 172 Strafminuten in 48 Spielen seinen Karriererekord auf. Danach kehrte er in seine Heimat zurück und unterschrieb bei den Long Beach Ice Dogs, für die er in der West Coast Hockey League (WCHL)aktiv war. Lilley fiel dort vor allem aufgrund seiner Punkteausbeute und seinen gesammelten Strafminuten auf. In insgesamt 126 Spielen für die Ice Dogs gelangen ihm 105 Punkte, zudem saß er 361 Minuten auf der Strafbank. Nach Auslaufen seines Vertrags im Sommer 2002 beendete er seine aktive Laufbahn.
In der Folge seines Karriereendes arbeitete Lilley zwischen 2003 und 2006 als Trainer im Nachwuchsbereich von USA Hockey. So war er unter anderem als Assistenztrainer bei den U18-Junioren-Weltmeisterschaften der Jahre 2004 und 2005 im Einsatz. Ab war der US-Amerikaner in der Funktion eines Scouts für die Toronto Maple Leafs aus der NHL tätig. Im Sommer 2016 wurde er zum Director of Scouting für den Bereich der Vereinigten Staaten befördert. Diesen Posten bekleidete er weitere zwei Jahre, ehe er zum Director of Amateur Scouting ernannt wurde. Nach insgesamt 15 Jahren bei den Maple Leafs wechselte Lilley im Sommer 2021 in die Organisation der New York Rangers. Dort war er zwei Jahre ebenfalls als Director of Amateur Scouting sowie Director of Player Personnel angestellt.

### International
Für die Vereinigten Staaten war Lilley bei den Olympischen Winterspielen 1994 im norwegischen Lillehammer im Einsatz. Dabei absolvierte er alle acht Partien und erzielte drei Tore. Die Auswahl erreichte beim Turnier den achten Rang. Auch bei der Weltmeisterschaft 1994 wurde er in acht Partien eingesetzt und einmal traf. Das Team platzierte sich auf dem vierten Rang im Endklassement. Zudem absolvierte er die Qualifikation für die Weltmeisterschaft 1999 im österreichischen Klagenfurt am Wörthersee und spielte bei der Junioren-Weltmeisterschaft 1992, wo er die Bronzemedaille gewann.

## Erfolge und Auszeichnungen
- 1992 Bronzemedaille bei der Junioren-Weltmeisterschaft
- 2001 Teilnahme am WCHL/CHL All-Star Game

## Karrierestatistik

### International
Vertrat die USA bei:
- Junioren-Weltmeisterschaft 1992
- Olympischen Winterspielen 1994
- Weltmeisterschaft 1994
- Qualifikation zur Weltmeisterschaft 1999

(Legende zur Spielerstatistik: Sp oder GP = absolvierte Spiele; T oder G = erzielte Tore; V oder A = erzielte Assists; Pkt oder Pts = erzielte Scorerpunkte; SM oder PIM = erhaltene Strafminuten; +/− = Plus/Minus-Bilanz; PP = erzielte Überzahltore; SH = erzielte Unterzahltore; GW = erzielte Siegtore; 1 Play-downs/Relegation; Kursiv: Statistik nicht vollständig)